# Drinovci
 Ovo je glavno značenje pojma Drinovci. Za naselje na Miljevcima, u sastavu grada Drniša pogledajte Drinovci (Drniš).
Drinovci su naseljeno mjesto u općini Grude, Federacija BiH, BiH, a do 1. rujna 1955. i sjedište općine Drinovci (danas općina Grude).  

## Zemljopisni položaj
Drinovci su smješteni na jugoistočnoj strani Imotskog polja. Relativno velika površina mjesta i 2569 stanovnika po popisu iz 2013. godine, smješta Drinovce u red velikih hercegovačkih sela.

## Stanovništvo

### Popisi 1971. – 1991.
| Drinovci           |                |                |                |
| godina popisa      | 1991.          | 1981.          | 1971.          |
| Hrvati             | 2419 (99,13 %) | 3227 (99,10 %) | 3509 (99,80 %) |
| Srbi               | 0              | 7 (0,21 %)     | 2 (0,05 %)     |
| Muslimani          | 0              | 2 (0,06 %)     | 0              |
| Jugoslaveni        | 0              | 2 (0,06 %)     | 1 (0,02 %)     |
| ostali i nepoznato | 21 (0,86 %)    | 18 (0,55 %)    | 4 (0,11 %)     |
| ukupno             | 2440           | 3256           | 3516           |

### Popis 2013.
| Drinovci           |                |
| godina popisa      | 2013.          |
| Hrvati             | 2558 (99,57 %) |
| Srbi               | 0              |
| Bošnjaci           | 0              |
| ostali i nepoznato | 11 (0,43 %)    |
| ukupno             | 2569           |

## Povijest

### Ravlića Pećina
U arheološkim istraživanjima koji su u Ravlića Pećini provedeni u više navrata između 1977. i 1980. godine, pronađeni su materijalni dokazi o pojavi života u neolitu (mlađe kameno doba). Na tom opsežnom poslu radili su arheolozi iz cijele bivše Jugoslavije, a voditelj iskopavanja mr. Brunislav Marijanović objavio je znanstveni članak u Glasniku Zemaljskog muzeja (Sarajevo, 1981.), u kojem je opisao metode i faze iskopavanja, te na temelju pronađenih ostataka i znanstveni osvrt na cijelo nalazište.
Obnavljanje arheoloških istraživanja započetih krajem sedamdesetih godina prošlog stoljeća, kojih je prva etapa obavljena u jesen 2008. godine, među brojnim arheološkim nalascima svojstvenih prvoj fazi istraživanja, dao je i jedan vrlo rijedak i neobičan nalaz. To je pintadera (stamp seal, stamp, calculi, ear plug, contract ili token). Radi se ustvari o keramičkom predmetu valjkastog oblika dugom oko 5 cm s promjerom od oko 3 cm, s perforiranom dužinom cijelog korpusa čija je površina bogato ukrašena dvjema spiralnim zavojnicama izvedenim tehnikom urezivanja. Srodni predmeti do sada su poznati na Bliskom istoku i u jugoistočnoj Europi i spadaju u rijetke akvizicije s neolitičkih nalazišta. Pintadera iz Ravlića pećine u Drinovcima, sudeći po motivima i izvedbi uresa, pripada hvarskoj kulturnoj grupi. Do sada sličan nalazak nije registriran u okviru ove prapovijesne kulture.
Funkcija, značenje i uporaba ovog nesvakidašnjeg predmeta pripisuje se raznim oblicima; od identifikacijske oznake spiljske zajednice u komunikaciji s drugim zajednicama preko otiskivača oznaka na keramičkim posudama i bojenih ukrasa na odjeći i tijelu do označavanja identiteta i statusnog položaja pojedinca u zajednici. Međutim, pronalazak ulomaka posuda ukrašenih i s vanjske i s nutarnje strane za koje se drži da su imale kultni karakter a koje su imale slične ukrase i u istom sloju hvarske kulture u kojem je otkrivena pintadera, govore o pintaderi iz Ravlića pećine kao instrumentu korištenom u ritualnoj praksi najstarijih stanovnika Drinovaca.

### Vrijeme Ilira
Ono što se može po pisanim dokumentima zaključiti je da nastavak života u Drinovcima počinje s Tračanima koje su u željeznom dobu potisnuli Iliri. Bio je to dobro naoružan narod koji je materijal za oružje iskopavao u željeznim rudnicima u Bosni. Ujedno su od Grka, čiji je trgovački uticaj na ovim prostorima počeo vrlo rano, kupovali oružje i luksuznu opremu za svoje potrebe i preprodaju. Iliri su svoje gradove gradili od drveta i kamena koji uvijek nije bio oklesan, a nisu poznavali ni žbuku. Vidljivo je katkad, na ostacima njihovih gradina, kako je i općeniti naziv za njihove stambene građevine koji potiče još iz srednjeg vijeka, po fino oklesanim kamenjima, da su ih radili grčki majstori. 
Svoje pokojnike Iliri su spaljivali ili pokapali na više načina. Najčešći oblik pokopa bio je grob obilježen velikom gomilom kamenja koja je nabacana u obliku stoga stijena. Te, kasnije nazvane,  gomile, grobovi su uglednih ljudi, poglavica rodova i plemena, njihovih obitelji. Veličina gomile je jednaka brojnosti roda ili plemena, pa tako najveće gomile u promjeru imaju 40 metara, a visina im je katkad iznad 10 metara. U Drinovcima je vidljiv veliki broj gomila što upućuje na činjenicu da je na ovom prostoru bilo mnogo ilirskih rodova, manjih bratstava, ali i aristokracije koja je vladala nad suplemenicima. 
Gomile su postavljane na otvorenim predjelima, okrenutim suncu ili šumama, gdje su Iliri imali svoja pobožna mjesta za prinošenje žrtava božanstvima ili za plemensko zborovanje, suđenje i vračanje. Orijentacija im je zapad-istok, a u Drinovcima su vidljive najčešće na brežuljcima. Običaj bacanja kamena na gomile koji su ilirska plemena po dužnosti obavljala, posebice na grobove svojih odličnika, možda je razlog veličine ovih kamenih gomila.
U Drinovcima gomile se nalaze u Blaževićima (pet gomila promjera 10 do 14 metara), u Dragi (skupina više pretpovijesnih gomila), Malom Petnjiku (tri gomile i pretpovijesno naselje), Malkanovićima (jedna gomila koja je naknadno sravnjena), Vrcanima (pretpovijesni grob u kojem je otkriveno više nalaza, kopalja i fibula iz starijeg željeznog doba). Gradine su u Vrcanima, gdje je utvrda bila na jednoj zaravni elipsastog oblika s ostacima keramike te gradina na Sebišni na kojoj se nalazi i jedna velika ilirska gomila. Treba naglasiti kako gomile, čiji izgled katkada upućuje na ilirske grobove, katkada ustvari predstavlja njihova svetišta dok su gradine nekada utvrdne građevine, nekada stambeni objekti.
Vjera Ilira svodila se na obožavanje prirodnih sila, smatrali su da se božanska volja očituje u žuboru potoka i strujanju vjetra. A kako nisu imali vlastitiga pisma, preuzeli su najprije od Grka, te kasnije od Rimljana, njihovo pismo, te su njime, u novije vrijeme obilježavali imena svojih bogova. Tako je bog Sunca, kome su prinosili žrtve da bi ga odobrovoljili, od njega nešto isprosili ili mu zahvalili, bio Mitras. Bog Medaurus bio je zaštitnik liječnika, Dioskur – zaštitnik trgovine, Liber i Libera bili su darovatelji vina, Armat – bog rata... Tek pod utjecajem Grka i Rimljana počeli su i izrađivati kipove svojim božanstvima, što su vremenom počeli činiti vrlo vješto.
Na području cijele Bekije i susjednih krajeva živjelo je dosta ilirskih plemena: Delmati, Ardijerci, Daorsi... Delmatima je centar bio na gradini Lib kod Kongore u Duvnu, a u doba Rimljana u Županjcu. Oni su nastanjivali područje Drinovaca, a vladali su srednjim dijelom dalmatinskog primorja do rijeke Cetine.  Po piscu Strabonu, Delmati su se dijelili na općine, tako da su imali 342 dekurije (svaka oko 200 stanovnika) s 20 gradova, a u cvjetanju svoje moći 60 gradova, dok su Ardijerci imali 20, a Daorsi 17 dekurija. Od njihova imena nastao je najprije rimski naziv za današnji Tomislavgrad (Delminium), a zatim ime za jednu mnogo širu regiju – Dalmacija.
Delmati su trgovali s Rimom mnogo prije nego što su ih Rimljani pokorili, tako je na rimskim trgovima bio poznat duvanjski sir koji su oni pravili. Proizvodili su piće od ječma, zvano sabaja, neku vrstu piva dok je aristokracija uvozila vino. Premda je to teško utvrditi, ali postoje naznake da su se još iz ilirskih vremena sačuvali neki običaji: primjerice tetoviranje pa, spominje se na nekim mjestima, da i pjevanje gange ima ilirske korijene.

### Pojava Kelta i rimsko osvajanje
Oko 350. godine pr. Kr. Kelti su provalili na sjeverni dio Balkanskog poluotoka. To je bio dio migracija koji je išao sve od Galije, pa su preko napada na Rim (s njim su sklopili savez 386. g. pr. Kr.), krenuli i na naša područja. Poslije zauzimanja centralne Bosne Kelti su u Hercegovinu počeli provaljivati već u 3. stoljeću pr. Kr.
Ostaci njihova oružja, nakita i oruđa upućuju na njihovo pojavljivanje u Bekiji. Imali su dvije klase ljudi: narod i plemstvo, u čiji stalež su ulazili svećenici zvani druidi i svjetovni plemići. Vjerovali su u seljenje duša i bavili se astronomijom, a možda je ime biljke drijen od kojeg potiče toponim Drinovci keltskog podrijetla (draigno). Kelti su se negdje izmiješali s Ilirima, ali uglavnom se nisu duže zadržavali na ovim područjima već su prešli u Malu Aziju, u pokrajinu Galatiju.
Pohodi Rimljana na istočnu obalu Jadrana počeli su 229. godine pr. Kr. pod izlikom čestih gusarskih napada od strane Ilira na njihove i grčke trgovačke brodove. Ti ratovi između najvećeg ilirskog plemena Delmata i Rimljana, koji su sklopili savez s ostalim Ilirima na ovom prostoru, trajali su sve do 9. godine nove ere. 
Žilavi ilirski otpor Rimljani su uspjeli slomiti tek nakon više ratnih pohoda u kojima su nerijetko bili poraženi. Jedan od tih pohoda zbio se 155. g. pr. Kr. kad je dolinom Trebižata, kroz Drinovce, Kornelije Scipio Nazika prodro sve do Delmatskog središta Liba i privremeno ga zauzeo.
Tek pod vodstvom cara Augusta Rimljani su uspjeli potpuno zagospodariti ovim krajevima. Podijeli su prostor Illyricuma na pokrajine Panoniju i Dalmaciju i otada slijedi razdoblje romanizacije ovih krajeva. Pokoreni Iliri pomalo su počeli primati njihove običaje i vjeru. Latinskim jezikom, kulturom, vojnom organizacijom i učvrščivanjem političko-teritorijalnih jedinica ovaj kraj je veoma brzo romaniziran, posebice zbog toga što je smješten na prostoru između Cetine i Neretve što je bio važan trgovački međuprostor.
Tako je glavna rimska cesta od Salone do Narone išla ovim područjem, a prije nje tu je postojala neka ilirska cesta preko koje su išli i grčki trgovački putevi što je vidljivo po ostacima grčkog novca. Išla je od Salone, preko današnjeg Trilja, te prolazila kroz najznačajnije mjesto Imotsko-bekijskog polja Novae (današnji Runovići) zatim kroz Drinovce (Ploca, Peć-Mlini) i završavala u drugom važnom rimskom trgovačkom centru u Dalmaciji – Naroni (Vid kod Metkovića). Pored nje postojalo je još mnogo manjih rimskih cesta kao i odvojaka s ove glavne ceste, od kojih su neki također prolazili kroz Drinovce (jedan odvojak glavne ceste išao je sjevernom stranom Petnjika, dok se cesta koja je išla od Lovreća preko Gorice u Drinovcima ponovo vraćala na glavnu cestu). Ostaci ove važne ceste vidljivi su i danas na mjestima u Drinovcima, posebno u Ravlićevoj ogradi gdje se i danas u kamenu mogu razaznati ostaci žljebova od kotača.
Duž Imotsko-bekijskog polja ostaci su mostova i kanala kao znak da su se Rimljani u ovim krajevima najviše bavili zemljoradnjom. Uzgajali su mediteranske kulture, uglavnom lozu (nju su još i Iliri pod uticajem Grka počeli uzgajati), ali i masline i razno voće. Tome je pogodovalo podneblje, plodno zemljište i voda. Bilo je rašireno i stočarstvo, uzgoj pasmina malih, brzih konja i ovaca. 
Politički ustroj, vojnička organizacija, religijska obilježja i društvena hijerahija na području Bekije ne predstavlja ništa novo već je dio poznatog rimskog sustava koga ovdje ne treba posebno obrađivati osim činjenice da je vjerojatno u Drinovcima bio prostor koji su isluženi rimski vojnici dobivali u posjed. Na tim imanjima nije se ubirao državni porez, a njihovi vlasnici predstavljali su neku vrstu društvene aristokracije.
Materijalni ostaci Rimskog Carstva u Drinovcima kreću se od rimskih zgrada u Vrcanima (1. – 3. st.) i u Leventićima (Crkvina, 1. – 4 st.) do bogatih nalaza sitnih rimskih predmeta. Tako se u Vrcanima pronašlo koplje, lončić s dvije ušice od gline, jedna posuda, sedam šiljaka od koplja i dvije kopče. Dok se u Drinovačkom polju, u blizini Novae pronašlo više stotina, dosta raritetnih rimskih novčića, pa i neki dosta rijetki novčići iz kasnijih vremena, od Ludovika Pobožnog, sina Karla Velikog do novca kralja Tvrtka I. 
Rimljane su nakon višestoljetne vladavine najprije uzdrmale provale Huna krajem 4. stoljeća da bi padom Rimskog Carstva 476. godine ova područja naselili Goti. No njih je polovicom šestog stoljeća u dvadesetgodišnjem ratu porazio Bizant koga su ubrzo, početkom sedmog stoljeća napali Avari i Hrvati, koji se potom doseljavaju u Beki

### Dolazak Hrvata i srednji vijek
Nakon što su se Slaveni oslobodili od Avara, koji su im bili nadređeni (u bitci kod Carigrada 626.) počinje njihov organizirani život na istočnoj jadranskoj obali. Hrvati, kao najmoćnije slavensko pleme na ovim prostorima počinju s društvenom organizacijom. Otada pa sve do dolaska Turaka potkraj 15. stoljeća kroz današnji prostor Drinovaca prošlo je bezbroj vladara, uprava koje su se iz godine u godinu smjenjivale tako da je vrijeme srednjeg vijeka gusto premreženo raznim ratovima i borbama za ovaj teritorij. 
Već potkraj VIII. stoljeća formirale su se Dalmatinska (ili Bijela) i Posavska Hrvatska, a Drinovci su kao dio ove prve pripadali župi Emotha (Imota), jednoj od tadašnjih 11 hrvatskih župa. Međutim već 803. godine Hrvatska potpada pod franačku vlast koju 878. zamjenjuje Bizant. Prvi stvarno nezavisni hrvatski vladar Trpimir pobjeđuje bizantskog stratega u Dalmaciji i osigurava mir svojoj državi. Imotska župa koja se nalazila na jugoistoku njegove države bila je granična, a zauzimala je područje od Cetine do Neretve kao i današnju Bekiju s Drinovcima. Imotski je ustvari bio tvrđava podignuta na hridini iznad Modrog jezera.
Poslije hrvatskih knezova na scenu 925. stupa prvi hrvatski kralj Tomislav koji je ujedinjavanjem Posavske i Dalmatinske Hrvatske stvorio najmoćniju državu na Balkanu. Imotska župa, zajedno s Drinovcima, prestaje biti graničnim područjem za vrijeme Petra Krešimira IV (1058. – 1074.), koji je proširio granice Hrvatske. Mađarski kralj Koloman porazio je 1097. na Gvozdu hrvatskog kralja Petra Svačića, koji je tada poginuo, a Hrvatska je izgubila nezavisnost. Koloman 1102. postaje prvi ugarsko-hrvatski kralj.
Prilikom svog dolaska u ovom kraju Hrvati su zatekli Ilire i Romane, koje su postupno asimilirali postajući gospodarima područja. U Imotsko-bekijskom polju koristili su ostatke rimskog poljodjelstva sijući razne žitarice, koje su donijeli iz pradomovine. Uz ratarstvo uzgajali su razno voće: jabuke, kruške i bajame, koji su se tu udomaćili i prije njihova dolaska. Bavili su se i stočarstvom, uzgojem ovaca, koza, goveda i konja, a od obrta najrašireniji je bio onaj zlatarski. 
Bogatu slavensku mitologiju, koja je ostavila svoje duboke tragove i u Drinovcima, vrlo brzo je zamijenilo kršćanstvo. Zbog blizine dalmatinskih gradova vjerojatno već krajem VII. stoljeća, dok su, inače, Hrvati pokrštavani između VII. i IX. stoljeća. Materijalni ostaci iz ovog vremena u Drinovcima su vrlo rijetki.
Vrijeme Ugarsko-hrvatskog kraljevstva u ovim krajevima vrijeme je procvata srednjovjekovne države Hum (Zahumlje), koja se po prvi put nalazi u sastavu hrvatske države. U toj pokrajini se vrlo brzo našlo i područje Imotske župe, a simptomatično za to područje bila je stalna promjena vladara. Tako se Hum naizmjenice nalazi pod ugarsko-hrvatskom vlašću i posjedom susjednih bosanskih vladara. 1242. godine Humom je vladalo Ugarsko-hrvatsko kraljevstvo u koje su provalili Mongoli koji su neuspješno zaposjedali Trogir, Split i Klis da bi se opet vratili na istok. U 14. stoljeću u ovim krajevima se širi bogumilstvo, za vladara Stjepan II. Kotoromanića, koji je tada vladao Humom. 
U čestim borbama bosanskih banova i ugarsko-hrvatskih kraljeva dolazi do stvaranja bosanske kraljevine. Hrvatski krajevi 1388. dolaze pod vlast prvog bosanskog kralja Stjepana Tvrtka, koji umire 1391. Otada njegovi nasljednici gube na važnosti a jačaju i znatno veći uticaj imaju moćni velikaši. Otada pa do dolaska Turaka Drinovci naizmjenice potpadaju pod vlast ovih velikaša i ugarsko-hrvatskog protukralja Ladislava i kralja Žigmunda. Najjači i najugledniji od bosanskih velikaša bio je splitski herceg Hrvoje Vukčić Hrvatinić. Slijedi dugotrajna borba za vlast koju nastavlja i Stjepan Vukčić Hrvatinić, koji se 1448. godine samoproglasio Hercegom, a njegove zemlje dobivaju ime Hercegovina. On je neko vrijeme vladao iz Imotske tvrđave koju je obnovio zajedno s bosanskim vojvodom Ljubomirom. Smatra se da je on bio prvi koji je pozvao Turke 1436. god. za pomoć u borbi. Ova zapetljana, mračna i krvava srednjovjekovna povijest nastavlja se sve do 1493. godine kad Turci nakon desetljećja napada i pustošenja osvajaju današnje područje Drinovaca i grad Imotski.
Osnovna značajka toga vremena je feudalizam, seljaka-kmetova je znatno veći broj nego li slobodnih seljaka. Poljodjelstvo je jaka privredna grana (pšenica, ječam, ovas, raž, heljda, proso i brzac). Sadilo se i sijalo razno povrće: leće, bob, repa, gomolj i razne vrste zelja. U Bekiji srednjeg vijeka žito se mljelo u Peć-Mlinima, Tihaljini i Vitini. Seljaci su prerađivali sir, maslo, kožu i vunu, a spremali slaninu i pršut. Od voća najčešće su uzgajali jabuke, badem, kruške, višnje i šljive, a ponegdje su gajili i pčele po starom slavenskom običaju te šafran za začine. Stočarstvo se još više razvija (uzgoj goveda, koza, ovaca, magaraca, svinja i kokoši). Kao i tkački obrt (jedan od obrta) gdje se izrađuju grube vunene tkanine dok se one finije uvoze preko dalmatinskih gradova iz Italije i drugih i azijskih zemalja. Pored izvoza, uvozili su i ulje, limun, naranče, slatkiše, morsku ribu, rogače i žito svake vrste.
Hrvati na ovim područjima svirali su razne instrumente: rog, frulu, diple, gusle, bubnjeve itd., a na dvorcu Herceg Stjepana Kosače, poznatog po lukavosti, hrabrosti ali i veseljačkom životu, postojali su glumci lakrdijaši.
Osim vladarskih sudova postojali su i vlastelinski sudovi: crkveni i svjetovni. Suđenje se obavljalo na otvorenom mjestu gdje je feudalac sjedio često na kamenoj sudačkoj stolici. Kazne su bile: mučenje, isplata, smrtna kazna, rezanje dijelova tijela, zatvor, izgnanstvo, lomača, paljenje imovine, oduzimanje gradova i časti itd.
Prvi grb u Hercegovini imao je humski knez Andrija 1249. godine (lik dvoglavog orla sa spuštenim krilima). U početku takvi grbovi su bili obiteljski da bi kasnije prerasli u državne. Zastave su se nosile u ratove, kao u rimskoj vojsci, a prvi stjegonoša župana Tvrtka spominje se 1284. godine
U srednjem vijeku u Hercegovini nije bilo izučenih liječnika, nego su domaći vidari liječili pomoću raznih lijekovitih trava. Zvali su ih vračima jer su pored trava liječili i pomoću gatanja i raznih pobožnih rečenica. 
Srednji vijek je bio obilježen raznim bolestima. Kuga je više puta (1381., 1400., ...) harala Hercegovinom.
Glagoljicu su prihvatili svi slavenski narodi, a Hrvati nastanjeni izvan dalmatinskih gradova u 9. stoljeću. A specifičan oblik ćirilice – bosančica, najčešće se koristila u Humu. Nju su širili bosanski franjevci koji su često bježali pred Turcima i donosili je u ove krajeve. Sami franjevci u njih su počeli stizati u 14. stoljeću iz glavnih centara pisanja i prepisivanja – samostana.  Pisalo se papiru, drvetu i kamenu – natpis na križu u Blaževićima iz 1676. godine pisan je bosančicom. Zbog oštećenja ne može se u cijelosti pročitati.
Stećci, nadgrobni spomenici, najzanimljiviji su ostaci srednjeg vijeka u Drinovcima. Datiraju, kao i na širem hercegovačkom području, iz 14. i 15. stoljeća. U knjizi Marka Vege “Bekija kroz vjekove” (Sarajevo, 1964.), između ostalog detaljni je prikaz fundusa stećaka u Drinovcima: “Na groblju Rašeljki su 3 stećka s ozidanim grobovima. Na jednom od njih je ukras trolistova i kvadratična štita s mačem. U polju štita su figure šestokrake i četvorokrake zvijezde. Štit je heraldičan i ukazuje na 15. stoljeće. Na Špriljinama kod Nuića kuća ima 31 stećak (sanduka i ploča), i to na dva mjesta. Na jednoj ploči na štitu je izrađen peterokrak i polumjesec, dok je na drugoj ploči izrađena ljudska figura a ispod nje lik šestokrake. Među ovim stećcima ističe se jedan sljemenjak s postoljem i na njemu urezan lik polumjeseca i čovjeka s križem na prsima. Na ostalim spomenicima se vide figure štita s mačem, jelena, pasa i dvostrukih krugova. Na jednom sanduku je predstava kola s 8 figura djevojaka s dulje i sa 6 djevojaka s uže strane. Na jednoj ploči se ističe križ s krugovima na krajevima, dok je u sredini dvostruki krug Na Bilom Grebu pokraj katoličkog groblja u zaseoku Vituši postoji ostatak srednjovjekovnog groblja s jednom grobnom gomilom i na njoj oboren sljemenjak. U gomili se vide stari grobovi. U blizini gomile su 4 grobne ploče; na jednoj od njih je figura štita s mačem a u štitnom polju rozete, oko balčaka križ, rozeta, polumjesec i okrugla kamenica s pojasom spirala...”.
Ovome bismo mogli pridodati i lokalitet Gradina u Vrcanima, gdje se pretpostavlja postojanje srednjovjekovnog groblja i gdje su sačuvani neki stećci. Kao i više stećaka ispod zaseoka Erkapići.
Ovime bismo završili ovaj kratki, uglavnom samo informativni pregled drinovačke povijesti srednjeg vijeka.

### Osmansko Carstvo
Vrijeme turske vladavine u Drinovcima možemo podijeliti u dva dijela. Prvi je onaj koji počinje vjerojatno 1493. kad Turci, nakon više upada, osvajaju Imotski i područja oko Imotskog polja i traje sve do Požarevačkog mira 1718. godine. Ime Drinovci se (vjerojatno) prvi puta spominje u izvješću makarskog biskupa fra Bartola Kačića iz 1626. godine. Po tom izvješću znamo da su Drinovci bili jedna od ukupno četiri župe koje su bile u sastavu Imotskog samostana a to su: Podbila, Sovići, Drinovci i Kamenmost). Isti biskup je 1634 godine bio u viziti imotskom samostanu i okolnim župama pa tako i župi Drinovci (Trebalo bi istražiti je li naziv groblja Bartuluša ima ikakve veze s makarskim biskupom fra Bartolom Kašićem). Župi Drinovci su pripadala sela Ružići, Tihaljina i Runovići (do 1717.). Taj ugovor kojim se između Mlečana i Turaka – prvi put u povijesti – dijeli ovaj zemljopisno jedinstveni prostor Imotskog polja (Pravilan je naziv Imotsko polje a ne Imotsko-bekijsko polje bez obzira na to što se danas, prostorno, nalazi u dvije države, a čija je granica ostala i do dana današnjega, iako su države drugačije, (onoliko koliko je top mogao dobaciti s Topane – 8 km) nastao je po svemu sudeći podmićivanjem mletačkog činovništva (200 tisuća dukata-mjernik Cavrović) od Turaka. Dio tog područja (s Drinovcima), iako je oslobođen 2. kolovoza 1717. godine, te se fra Grgur Karnjić 11. kolovoza 1917. imenuje župnikom, dok je raniji župnik bio fra šimun Komar (Komarović), ponovo ostaje de jure i de facto od 1721. godine u Turskom carstvu i dobiva ime Bekija (tur. beki = ostatak), dok Imotski pripada Mlecima.
Drugi dio ovoga razdoblja je od Požarevačkog mira do hercegovačkog ustanka (1875. – 1878.) i austro-ugarske aneksije Bosne i Hercegovine.

### Austro-Ugarska i stvaranje župe Drinovci
Dolazak Austro-Ugarske monarhije u Drinovce obilježio je nastavak starog feudalnog ustroja (Austro-Ugarska ja potpisala tajni dogovor s bivšim vladarima Turcima), koji je na ovim područjima trajalo sve do 1929. kad je došlo do konačnog oslobađanja kmetova. Mnoge nade koje su polagane u ovu (kršćansku )vlast brzo su pale u vodu, jer je ona katkada žešće nego ona prethodna izrabljivala Hercegovinu.
Ipak, neke su okolnosti postale bolje. Stvaranjem tih povoljnih okolnosti za katolike, biskup mostarsko-duvanjski Paškal Buconjić, rodom iz Drinovaca, pozvao je zemljake neka se dosele u nevesinjski kotar, dajući im za to kredite iz za to posebno organizirane kase.

## Drinovački govorni jezik
Svako mjesto ima svoja specifična jezična obilježja, koja se, pak, u Hercegovini, znaju bitno razlikovati na relativno malom prostoru. Tako je, na primjer, u Drinovcima poznat spori govor, tj otezanje samoglasnika. Ali, svakako da se tu ne radi o nikakvim jezičnim oazama već o govorima koji su dio neke veće jezične cjeline. Tako oba ova spomenuta mjesta, po Mati Šimundiću, ulaze u jezični sklop imotsko-bekijskog govora, koji spada među novoštokavske ikavske govore jugozapadnog tipa. U svojoj opsežnoj knjizi “Govor Imotske krajine i Bekije”, Sarajevo, 1971; Šimundić, između ostalog, primjećuje: “Kako je Bekija najzapadniji dio Hercegovine, razumije se da je utjecaj hercegovačkih govora na Imotsku krajinu bio i ostao vrlo jak, te se s pravom može reći da se ubraja među ‘hercegovačke’ govore.”
Najzanimljivije obilježje drinovačkog govora je prelaženje m>n na kraju riječi, koje se javlja na cijelom prostranstvu Imotske krajine i u bekijskim selima uz granicu. Drinovci su tom jezičnom granicom podijeljeni na dva dijela. 
Sam naziv Drinovci je toponim motiviran florom. To ime izvedeno je iz rasprostranjene biljke u ovim krajevima – drijena. U etimološkom riječniku Petra Skoka navodi se kako je riječ o veoma tvrdom šumskom drvetu čije ime nije slavenskog podrijetla. Sličnosti su evidentne s litavskim (drignes), staroirskim (draigen) i keltskim (draigno). Dok je toponim Bekija tursko-arapskog podrijetla (ar. bakiya tur. bekiye = ‘ostatak’) a nastao je kad je 1718. dio Imotskog kadiluka Požarevačkim mirom ostao pod turskom vlašću. Danas je to područje grudske i posuške općine (gornja i donja Bekija).

## Crkva svetoga Mihovila
U vrijeme gradnje od 1894. do 1896. godine, drinovačka crkva bila je druga po veličini u Bosni i Hercegovini, poslije Sarajevske katedrale. Njen je graditelj fra Paškal Buconjić bio drinovački župnik. Poslije je imenovan biskupom, a bio je i značajan i diplommat i političar.

## Poznate osobe
- Antun Branko Šimić (1898. – 1925.)
- Stanislav Šimić (1904. – 1960.)
- Jerko Šimić (1906. – 1992.)
- Bazilije Pandžić (1918. – 2019.), hrvatski povjesničar, arhivar i orijentalist
- fra Radoslav Andrija Glavaš (1867. – 1913.)
- fra Andrija Glavaš (1909. – 1945.)
- fra Paškal Buconjić (1834. – 1910.)
- fra Anđeo Nuić (1850. – 1916.), školovao se u Širokom Brijegu i Rimu, a po povratku u Hercegovinu djelovao kao kateheta, osnivač pjevačkih zborova i glazbenih društava, učitelj glazbe i pjevanja te općenito kao narodni prosvjetitelj, a bio je i provincijal hercegovačkih franjevaca. Pokretao mnoge inicijative, nabavljao glazbene instrumente, među njima i prvi klavir u Hercegovini. Idejni je začetnik Muzeja u Humcu, a najpoznatiji je po svom Molitveniku koji je postao ‘najpopularnija’ knjiga ovog dijela kršćanskog svijeta ponavljana u velikom broju izdanja. Osim njega napisao je i osobni dnevnik Svaštenjak.
- Dr. sc. Vlado Pandžić, znanstvenik, sveučilišni nastavnik i političar
- Ivan Alerić (liječnik i književnik), hrvatski liječnik i književnik
- Ivan Alerić (novinar), hrvatski tiskovni i televizijski novinar, urednik, dokumentarist, sveučilišni profesor, vojnik Hrvatske vojske

## Šport
- Hrvatski nogometni klub Drinovci
- Hrvatski biciklistički klub Drinovci